# Sparasion magus
Sparasion magus är en stekelart som beskrevs av Kononova 2001. Sparasion magus ingår i släktet Sparasion och familjen Scelionidae. Inga underarter finns listade i Catalogue of Life.